# Xian de Lushi
Le xian de Lushi (卢氏县 ; pinyin : Lúshì Xiàn) est un district administratif de la province du Henan en Chine. Il est placé sous la juridiction de la ville-préfecture de Sanmenxia.

## Démographie
La population du district était de 365 513 habitants en 1999.